# Epanaphe subsordida
Epanaphe subsordida är en fjärilsart som beskrevs av Holland 1893. Epanaphe subsordida ingår i släktet Epanaphe och familjen tandspinnare. Inga underarter finns listade i Catalogue of Life.